# Torment
Torment es una banda peruana de black metal formada en 2004 por Gatanael (guitarra y voz) y Roksana (batería). Son reconocidos por la introducción del Noise en el Metal Negro en sus primeros álbumes. Esta mezcla ha sido rechazada por algunos puristas del metal.[cita requerida] La banda es también tristemente célebre por la participación del baterista en algunas bandas Nacional Socialistas, aun cuando las ideologías del músico no están claras.
La banda lanzó de manera independiente su primer demo "Black Holocaust" en 2004. Después de esto, firmó con la disquera peruana Sad Spirit Productions para el lanzamiento del demo "Pale Proud Slaughter" en 2005 y el EP "Satanic Black Terror" en 2006. En 2007, la productora china Funeral Moonlight Productions editó un álbum recopilatorio titulado "Black Terrorism" con todos sus lanzamientos anteriores. Y en el año de 2008 la banda produce su primer disco de larga duración llamado "Hircus Emissarius" bajo el sello canadiense Funeral Rain Records.
También existe un bootleg denominado "Blasphemous Pride" que circula entre los fanes de la banda y que contiene un ensayo temprano de 2004 y un show en vivo en Callao (Perú) de fecha 17 de junio de 2006. Estas grabaciones nunca fueron lanzadas oficialmente por la banda por lo que esta producción no aparece en su discografía oficial.

## Discografía
| Año  | Título               | Notas          |
| ---- | -------------------- | -------------- |
| 2004 | Black Holocaust      | Demo           |
| 2005 | Pale Proud Slaughter | Demo           |
| 2006 | Satanic Black Terror | EP             |
| 2007 | Black Terrorism      | Compilación    |
| 2008 | Hircus Emissarius    | Larga duración |